# 本尼·卡特

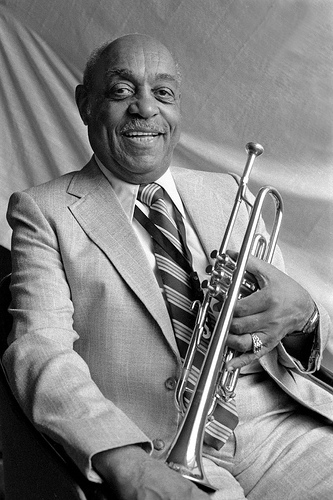
本尼·卡特

本尼·卡特 (1907年8月8日 - 2003年7月12日) 是美国爵士乐、单簧管、中音薩克斯風演奏家、小号手、作曲家、编曲家和乐队指挥。1986年，他獲頒國家藝術基金會爵士大師獎。  1994年，他获得格莱美奖，并在好莱坞星光大道上留下了一颗星。2003年7月12日，卡特因支气管炎并发症去世，享年95岁。 